# Маріана Гонсалес Оліва
Маріана Гонсалес Оліва (ісп. Mariana González Oliva, 12 березня 1976) — аргентинська хокеїстка на траві.
Бронзова призерка Олімпійських Ігор 2004, 2008 років.
Переможниця Панамериканських ігор 2003, 2007 років.
Переможниця Трофею чемпіонів 2001, 2008 років, срібна призерка 2002, 2007 років, бронзова призерка 2004 року.
Чемпіонка світу 2002 року, бронзова призерка 2006 року.
Переможниця Панамериканського кубка 2001 року.